# تیم دیوی
تیموتی داگلاس دیوی CBE (متولد ۲۵ آوریل ۱۹۶۷) یک سرمایه‌دار رسانه‌ای بریتانیایی است و از سپتامبر ۲۰۲۰ مدیرکل بی‌بی‌سی بوده است. او پس از تونی هال این سمت را بر عهده گرفت.
پیش‌تر، دیوی در نوامبر ۲۰۱۲ به عنوان مدیرکل موقت بی‌بی‌سی منصوب شد، پس از استعفای جورج انتویسل، و تا آوریل ۲۰۱۳ که هال به‌طور دائم این نقش را بر عهده گرفت، در این سمت فعالیت داشت.
او تحصیلات خود را در مدرسه ویتگیفت و دانشگاه کمبریج به پایان رساند. دیوی پس از یک دوره فعالیت در بازاریابی، به بی‌بی‌سی پیوست. او در سال‌های ۱۹۹۳ و ۱۹۹۴ نامزد حزب محافظه‌کار در انتخابات شورای منطقه‌ای هامرسمیث و فولام لندن بود اما موفق به کسب کرسی نشد.
در دوران تصدی موقت خود به عنوان مدیرکل بی‌بی‌سی، او بر تحقیقات مربوط به مدیریت و عملکرد این سازمان نظارت داشت، پس از افشاگری‌هایی مبنی بر اینکه این شبکه از سوءاستفاده جنسی جیمی ساویل مطلع بوده است.